# Pattinaggio di velocità agli VIII Giochi asiatici invernali - 1500m femminile
La gara dei 1500m femminili si è svolta il 21 febbraio 2017 al Meiji Hokkaido-Tokachi Oval di Sapporo in Giappone.

## Risultati
| Rank | Pair | Atleta                 | Tempo   | Note |
| ---- | ---- | ---------------------- | ------- | ---- |
| 1    | 7    | Miho Takagi            | 1:56.07 | GR   |
| 2    | 8    | Misaki Oshigiri        | 1:58.13 |      |
| 3    | 5    | Nana Takagi            | 1:59.45 |      |
| 4    | 4    | Ayano Sato             | 1:59.77 |      |
| 5    | 9    | Zhang Hong             | 2:00.14 |      |
| 6    | 7    | Liu Jing               | 2:01.26 |      |
| 7    | 6    | Noh Seon-yeong         | 2:01.69 |      |
| 8    | 9    | Han Mei                | 2:01.76 |      |
| 9    | 4    | Yekaterina Aydova      | 2:01.78 |      |
| 10   | 5    | Park Ji-woo            | 2:01.83 |      |
| 11   | 3    | Jang Su-ji             | 2:02.37 |      |
| 12   | 8    | Zhan Xue               | 2:03.67 |      |
| 13   | 6    | Yelena Urvantseva      | 2:06.73 |      |
| 14   | 2    | Mariya Sizova          | 2:08.74 |      |
| 15   | 3    | Nadezhda Sidelnik      | 2:14.61 |      |
| 16   | 2    | Buyantogtokhyn Sumiyaa | 2:18.25 |      |
| 17   | 1    | Shruti Kotwal          | 2:42.48 |      |

- Zhang Hong ha vinto la medaglia di bronzo per via della regola che impedisce di avere più di due atleti della stessa nazione sul podio.